# Carl M. Sundevall
Carl Magnus Mattias Sundevall, känd som Carl M. Sundevall, född 27 maj 1977 i Lilla Malma församling i Södermanlands län, är en svensk journalist och föreläsare verksam i Stockholm.

## Biografi
Sundevall har arbetat som frilansjournalist på Magazine Gazette, Ultra Magazine, Nöjesguiden, Playahead och Aftonbladet, samt som redaktionschef på Pause Magazine och featureredaktör på A Perfect Guide.
Under åren 2006–2012 var Sundevall konceptansvarig på Stureplansgruppen och drev där nattklubben Spy Bar i Stockholm samt startade och drev Restaurang Humlegården och Restaurang 1900:s bakficka Kåken. Under åren 2011–2012 verkade han även som talesperson för Stureplansgruppen, och under perioden 2007–2008 som chefredaktör för Stureplan.se, samt fram till 2012 som ansvarig utgivare.
2009–2010 drev Sundevall Pressklubben Desken tillsammans med författaren Anders Rydell.  
Under 2017–2019 var Sundevall VD för nordiska samtidskonstmässan Market Art Fair. 
Sundevall slutade dricka 2012 och föreläser numera om beroende av alkohol och narkotika. Som del i detta lyfter Sundevall fram och avslöjar beroendemyter .
Han är son till journalisten Dick Sundevall och bror till forskaren Fia Sundevall.